# Cinema da Geórgia
O cinema da Geórgia corresponde à produção cinematográfica daquele país europeu, incluindo os anos em que esteve sob o domínio soviético.
Partilhando parte da mesma histórias com outros países que foram membros da União Soviética, o cinema georgiano tem o reconhecimento de diretores famosos, como Frederico Fellini, que o definiu como “um fenômeno estranho, sofisticado, inspirador e avassalador.

## Os primeiros anos
O nascimento oficial do cinema georgiano data de 1908, quando os cineastas Dighmelov e Amashukeli realizaram, amadoristicamente, alguns curtas-metragens. Quatro anos depois, Amashukeli dirigiu o primeiro documentário, Akakis mogzauroba. Em 1919, após dois anos de filmagens caóticas, Kristine se tornaria o primeiro longa-metragem do país.

## A era de ouro: décadas de 1950 a 1980
Entre o final da década de 1950 e a de 1980, o cinema georgiano revelou diversos diretores inovadores, produzindo então a média anual de 60 filmes. Em 1956, Tengiz Abuladze e Rezo Chkheidze receberiam a Palma de Ouro no Festival de Cannes por Magdanas Lurja.

## Crise pós-URSS
Após a pulverização do império soviético,  a esperada ajuda do governo à produção cinematográfica encolheu, e a Geórgia enfrentaria a crise financeira comum a todos os países da chamada Cortina de Ferro. Além disso, a indústria cinematográfica também sofreu com as consequências da guerra civil, o que não impediu o filme Udzinarta de conquistar um Urso de Prata no Festival de Berlim de 1992.
Com o objetivo de reerguer o cinema georgiano, foi fundado, em 2011, o Centro Nacional de Cinematografia, com apoio de vários investidores privados.